# Перман Йосип В'ячеславович
Йосип (Йозеф) В'ячеславович Перман (чеськ. Josef Perman; 1871—1934) — український альтист чеського походження.
Закінчив Празьку консерваторію (1891), учень Отакара Шевчика (скрипка) та Антоніна Дворжака (композиція). Після серії концертних гастролей в якості соліста влаштувався в 1894 році в Одесі. У 1898—1917 рр. альтист струнного квартету Одеського відділення Імператорського Російського музичного товариства на чолі з Йозефом Карбулькою, потім з Олександром Фідельманом і Ярославом Коціаном. З 1898 викладав скрипку і камерний ансамбль в музичних класах Одеського відділення ІРМТ, перетворених в 1913 в Одеську консерваторію; з 1933 її заслужений професор.

Серед учнів Пермана — помітні в подальшому одеські музичні педагоги Леонід Давидович Лемберський, Фаня Юхимівна Макстман (1896—1951), Михайло Мойсейович Грінберг (1907—1985), Абрам Якович Бессель.